# Dypsis henrici
Dypsis henrici là loài thực vật có hoa thuộc họ Arecaceae. Loài này được J.Dransf., Beentje & Govaerts mô tả khoa học đầu tiên năm 2006.